# جراجوجي

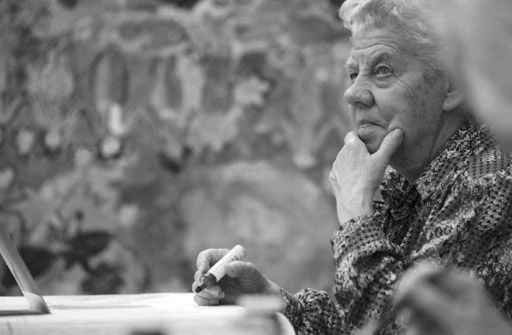
مقيم في دار لرعاية المسنين في ميونخ (ألمانيا)

جراجوجي (بالإنجليزية: Geragogy) هي نظرية تجادل بأن كبار السن مختلفون بما فيه الكفاية بحيث يتطلبون نظرية تعليمية منفصلة. لاحظ بعض النقاد أنه "لا ينبغي للمرء أن يتوقع من النظرية نظريات تربوية شاملة للمتعلمين الكبار، ولكن فقط الوعي والحساسية تجاه قضايا الشيخوخة".
تشمل الفروق الرئيسية بين علم التربية التقليدي والجراجوجي توفير "الفرص للمتعلمين الكبار الأكبر سنًا لوضع المناهج الدراسية بأنفسهم والتعلم من خلال الأنشطة ذات الصلة الشخصية" بالإضافة إلى التعرف على القضايا المتعلقة بالعمر والتي قد تؤثر على التعلم، مثل ضعف الإدراك الحسي والقدرات الحركية المحدودة والتغيرات في العمليات المعرفية، وخاصة الذاكرة.
يعد التعلم من الأقران التعاوني، كما هو مستخدم في جامعة العمر الثالث، عنصرًا شائعًا داخل إعدادات النظرية.